# Port McNeill
Port McNeill es un pueblo canadiense situado en la provincia de Columbia Británica.

## Superficie
Port McNeill tiene una superficie de 13,77 km².

## Demografía
En 2021, tenía 2356 habitantes, una densidad poblacional de 171,1 hab./km², y 1111 viviendas.